# تفجير كنيسة جزيرة جولو 2019
في صباح يوم 27 يناير 2019، انفجرت قنبلتان في الكنسية الرومانية الكاثوليكية في جزيرة جولو في مدينة سولو بالفلبين. الإحصائيات الأولى تشير إلى وفاة حوالي من 18 إلى 20 شخص وبين 82 إلى 111 مصابًا حسب مصادر ذكرتها الشرطة الوطنية الفلبينية في وقت سابق. وقعت التفجيرات بعد أسبوع من استفتاء الحكم الذاتي الذي تم في 21 يناير لإنشاء منطقة بانجسامورو ذاتية الحكم. ويعتقد أن الهجمات نفّذها جماعة أبو سياف، وقد أعلنت تنظيم الدولة الإسلامية (داعش) مسؤوليتها. ورد الرئيس الفلبيني رودريغو دوتيرتي بإعلان «حرب شاملة» ضد جماعة أبو سياف. وقد تم إدانة التفجيرات على نطاق واسع من قبل البلدان المجاورة وغيرها، إلى جانب المنظمات المحلية والأجنبية، حيث أصدرت الإدانات والتعازي لضحايا الهجوم على الكاتدرائية.